# Alfred Aho
Alfred Vaino Aho (sinh ngày 9 tháng 8 năm 1941) là một nhà khoa học máy tính người Canada nổi tiếng với công trình nghiên cứu về ngôn ngữ lập trình, trình biên dịch và các thuật toán liên quan, cũng như sách giáo khoa về nghệ thuật và khoa học lập trình máy tính. Ông và cộng sự lâu năm của mình là Jeffrey Ullman là những người nhận được Giải thưởng Turing năm 2020, thường được công nhận là người có thành tích cao nhất trong khoa học máy tính.

## Sự nghiệp
Aho đã nhận được bằng B.A.Sc. (1963) về Vật lý Kỹ thuật của Đại học Toronto, sau đó là M.A. (1965) và Ph.D. (1967) về Kỹ thuật Điện / Khoa học Máy tính từ Đại học Princeton. Ông đã tiến hành nghiên cứu tại Bell Labs từ năm 1967 đến năm 1991, và một lần nữa từ năm 1997 đến năm 2002 với tư cách là Phó Chủ tịch Trung tâm Nghiên cứu Khoa học Máy tính. Từ năm 1995, ông giữ chức Giáo sư Lawrence Gussman về Khoa học Máy tính tại Đại học Columbia. Ông từng là chủ tịch của bộ phận từ năm 1995 đến năm 1997, và một lần nữa vào mùa xuân năm 2003.